# Stigmella urbica
Stigmella urbica là một loài bướm đêm thuộc họ Nepticulidae. Nó được miêu tả bởi Meyrick năm 1913. Loài này có ở Nam Phi (Nó đã dược miêu tả ở Barberton in Transvaal).